# Frente Obrero Liberashon
Frente Obrero Liberashon 30 di Mei (Arbeiders Bevrijdingsfront van 30 mei), ook geschreven als FRENTE OBRERO, is een Curaçaose politieke partij.
De partij werd opgericht op 5 juli 1969 door Wilson 'Papa' Godett, Stanley Brown en Amador Nita. Directe aanleiding was het oproer van 30 mei 1969 in de Curaçaose hoofdstad Willemstad waarbij twee doden vielen, 'Papa' Godett door een politiekogel getroffen werd en vele gebouwen in vlammen opgingen. Omdat de politie de situatie niet aankon, riep het lokale bestuur de hulp van Nederlandse mariniers in om de rust te herstellen.

## Staten Nederlandse Antillen
Als gevolg van het oproer volgden op 5 september 1969 vervroegde verkiezingen waarbij de Frente Obrero 25% van de stemmen op Curaçao kreeg en daarmee 3 zetels haalde in de Staten van de Nederlandse Antillen (het parlement). Godett en Brown die vastzaten in de gevangenis voor hun aandeel in het oproer, werden nog voor het proces kon beginnen vrijgelaten, zodat ze door gouverneur Cola Debrot konden worden beëdigd als Statenlid. Bij de hierop gevormde regering kreeg de DP 3 ministers, de PPA 3 ministers en de Frente Obrero 1 minister (Amador Nita). De regering onder leiding van premier Ernesto Petronia viel in 1971 en in de volgende regering nam de Frente Obrero niet deel.
Bij de verkiezingen van 1973 behield de Frente Obrero de 3 zetels in de Staten. Onder leiding van premier Juancho Evertsz kwam een nieuwe regering met onder andere de MEP van Betico Croes waarbij de Frente Obrero 1n 1975 1 minister(Wilson 'Papa' Godett) kreeg. Na verloop van tijd liepen de spanningen binnen de regering steeds hoger op toen de MEP steeds meer aandrong op een 'status aparte' voor Aruba waarna eind 1975 de PPA de plaats van de MEP in de regering overnam.
In 1977 behaalt de Frente Obrero 3 zetels in de Staten, maar na vervroegde statenverkiezingen 2 jaar later krijgt MAN 7 zetels terwijl de Frente Obrero uit het parlement verdwijnt. Bij de verkiezingen in 1982 slaagt de Frente Obrero er niet in terug te komen in de Staten. In 1985 slaagt de partij weer met een zetel in de Staten vertegenwoordigd te zijn. Bij de verkiezingen van 1990 wordt het aantal zetels uitgebreid tot drie, die in de verkiezingen van 1994 weer teloorgingen. In 1998 behaalde de Frente Obrero 2 statenzetels en in 2002 behaalde zij 5 zetels.Tijdens de verkiezingen van het jaar 2003, behaalde Frente Obrero 8 zetels. Maar na de vermeende schandalen en het politieke proces tegen ex-gedeputeerde Anthony Godett viel ze in 2006 terug naar 2 zetels. Ook in de laatste statenverkiezingen op 22 januari 2010 slaagde zij er niet in haar zetels te behouden.

## Eilandsraad Curaçao
Bij de eilandsraadverkiezingen in 1999 behaalde de Frente Obrero bijna 18% van de uitgebrachte stemmen wat goed was voor 4 zetels, een winst van 2 zetels ten opzichte van 1995. In 2003 werd de Frente Obrero de grote winnaar toen zij van vier naar acht raadszetels ging. In 2007 wist de Frente Obrero slechts twee van de acht zetels te behouden. Na de eilandsraadsverkiezingen van 2010, bezette Anthony Godett de enige zetel voor Frente Obrero. Bij de opheffing van de Nederlandse Antillen in 2010 ging deze eilandsraad over in de staten van Curaçao. 

## Staten Curaçao
Bij de eerste statenverkiezingen van Curaçao in 2012, haalde de Frente Obrero geen zetels en trad Godett af als partijleider. Hij werd -in de laatste week van de staten in samenstelling van 2010- vervangen door Juniel Carolina.
De partij nam geen deel aan de verkiezingen in 2016 omdat zij bij de voorverkiezingen niet de vereiste 870 stemmen had gehaald.
In 2017 deed de FOL mee in een lijstcombinatie met de partij PAN maar behaalde onvoldoende stemmen voor een zetel.
In 2021 nam de partij niet deel aan de verkiezingen. Godett heeft zich aangesloten bij de politieke partij Kòrsou Esun Miho (KEM) en stond op nummer twee van de kandidatenlijst maar werd niet verkozen.

## Verkiezingsuitslagen
| Jaar | Lijsttrekker   | Kandidaten      | Stemmen | %     | Zetels | +/- |
| ---- | -------------- | --------------- | ------- | ----- | ------ | --- |
| 1991 | George Hueck   | Kandidatenlijst | 16.603  | 23.54 | 5 / 21 | +4  |
| 1995 |                |                 |         |       |        |     |
| 1999 | Anthony Godett | Kandidatenlijst | 12,631  | 17,90 | 4 / 21 | +2  |
| 2003 | Anthony Godett | Kandidatenlijst | 22.745  | 33,86 | 8 / 21 | +4  |
| 2007 | Anthony Godett | Kandidatenlijst | 7.648   | 10,27 | 2 / 21 | -6  |
| 2010 | Anthony Godett | Kandidatenlijst | 4.813   | 6,47  | 1 / 21 | -1  |
| 2012 | Anthony Godett | Kandidatenlijst | 1.790   | 2,06  | 0 / 21 | -1  |
| 2017 | Amado Rojer    | Kandidatenlijst | 859     | 1,09  | 0 / 21 |     |

| Jaar | Lijsttrekker   | Kandidaten      | Stemmen | %     | Zetels | +/- |
| ---- | -------------- | --------------- | ------- | ----- | ------ | --- |
| 1990 |                | Kandidatenlijst |         |       | 3 / 14 | +2  |
| 1994 |                | Kandidatenlijst |         |       | 0 / 14 | -3  |
| 1998 | Anthony Godett | Kandidatenlijst |         |       | 2 / 14 | +2  |
| 2002 | Anthony Godett | Kandidatenlijst | 18.383  | 27,38 | 5 / 14 | +3  |
| 2006 | Anthony Godett | Kandidatenlijst | 9.582   | 13,59 | 2 / 14 | -3  |
| 2010 | Anthony Godett | Kandidatenlijst | 4.354   | 5,87  | 0 / 14 | -2  |

## FOL-premiers
- Ben Komproe (22 juli 2003 - 11 augustus 2003)
- Mirna Louisa-Godett (11 augustus 2003 - 3 juni 2004)

## FOL-ministers
Kabinet-Petronia
- minister van Arbeid: Hilberto M. Thomas (1970-1971)
- minister van Sociale Zaken en Volksgezondheid: Amador Nita (1969-1970)

Kabinet-Camelia-Römer (1998-1999)
Kabinet-Pourier III en Kabinet-de Jongh-Elhage I
- minister van Verkeer en Communicatie: Maurice Adriaens (1999-2001 en 2007-2010)